# Atira (gudinna)

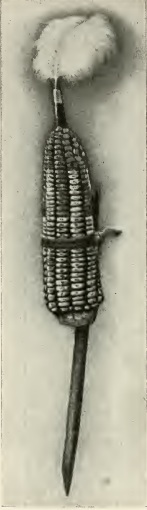
En blåmålad majskärve med fjäder, som användes under ceremonin Hako. Majs var hennes och hennes fruktbarhets symbol, medan den blå färgen och fjädern symboliserade himlen och molnen.

Atira ('Vår Mor' eller enbart 'Modern' ) var jordens och fruktbarhetens gudinna i Pawneereligionen. Hon var som Moder Jord gift med Atius Tirawa, skaparguden Fader Himmel, och mor till hantverkets och jordbrukskonstens gudinna Uti Hiata.

### Fotnoter
1. ↑  Douglas Parks & Lula Pratt, A Dictionary of Skiri Pawnee, University of Nebraska Press, 2008.